# Opolanen
Die Opolanen waren ein westslawischer Stamm und gleichzeitig einer der fünf im 9. Jahrhundert in Schlesien ansässigen Stämme.

## Lage
Das Siedlungsgebiet der Opolanen lag unterhalb der Mündung der Glatzer Neiße und unterhalb der Malapane. Sie bewohnten die Ufer des mittleren Oderlaufs im späteren Herzogtum Oppeln.

## Schriftliche Erwähnung
In der 2. Hälfte des 9. Jahrhunderts erwähnte der Bayerische Geograph 20 civitates (Siedlungen und Erdburgen) der Opolini.

## Politische Verhältnisse
Ab 875 gehörte das Gebiet in den Machtbereich des Großmährischen Reiches, 907 dann zu Böhmen. Um 990 gelangte der Stamm der Opolanen wie ganz Schlesien in den polnischen Machtbereich.
1039 fiel das Gebiet wieder an Böhmen, 1050 zurück an Polen. Dort wurde es dann 1138 Bestandteil des Herzogtums Schlesien. 1180 wurde auf dem Gebiet der vorherigen Opolanen das Herzogtum Oppeln gegründet.

## Siedlungen
Eine der bekanntesten Siedlungen der Opolanen war auf der Pascheke-Insel Ostrówek in der heutigen Stadt Opole, die 1968 bei Ausgrabungen entdeckt wurde.
Westlich dieser Siedlung der Opolanen wurde die neue Stadt Oppeln (heutige Altstadt) zwischen 1211 und 1217 durch Herzog Kazimir I. angelegt.